# ジュゼッペ・マッダローニ
ジュゼッペ・マッダローニ（Giuseppe Maddaloni 1976年7月10日- ）はイタリアナポリ出身の柔道家。身長172cm。

## 経歴
2000年のシドニーオリンピックの男子73kg級で金メダルを獲得した。2003年から階級を81kg級にあげて、2007年世界柔道選手権大会では3位決定戦でイアン・バートンに敗れた。また2008年の北京オリンピックでは3回戦でオランダのギヨーム・エレモントに内股返しで敗れた。

## 主な戦績
- 1996年 - 世界ジュニア　2位
- 1996年 - ヨーロッパジュニア　5位
- 1997年 - 地中海競技大会　3位
- 1998年 - フランス国際　5位
- 1998年 - ヨーロッパ選手権　優勝
- 1999年 - ドイツ国際　5位
- 1999年 - ヨーロッパ選手権　優勝
- 1999年 - ミリタリーワールドゲームズ　3位
- 2000年 - オーストリア国際　優勝
- 2000年 - シドニーオリンピック　優勝
- 2001年 - ヨーロッパ選手権　2位
- 2002年 - ロシア国際　5位
- 2002年 - ワールドカップ団体戦　3位
- 2003年 - ロシア大統領杯　団体戦　3位
- 2003年 - ミリタリーワールドゲームズ　2位
- 2004年 - フランス国際　5位
- 2005年 - 地中海競技大会　5位
- 2005年 - 世界軍人選手権大会　優勝
- 2006年 - フランス国際　優勝
- 2006年 - ロシア国際　5位
- 2006年 - ヨーロッパ選手権　2位
- 2007年 - ベルギー国際　優勝
- 2007年 - ロシア国際　3位
- 2007年 - 世界選手権　5位
- 2008年 - ヨーロッパ選手権　3位